# Goniochaeta fuscibasis
Goniochaeta fuscibasis là một loài ruồi trong họ Tachinidae.